# ポーンティップ・パーパナイ
ポーンティップ・パーパナイ  （タイ語: พรทิพย์ ปาปะนัย、英語: Porntip Papanai1982年-）はタイのクラビー県出身のモデル、女優。愛称は「カトゥーン」。

## 略歴
ペンエーグ・ラッタナルアーン監督の映画『わすれな歌』に出演しカントリー歌手ダオを演じたり、同監督の2007年の映画『プロイ』ではホテルのメイド、タムを演じたりしている。
2005年には映画『ナーク・ラクテー』でタイに伝わる幽霊、プラカノーンのメー・ナークを演じ、ノンスィー・ニミブット監督の2007年の映画、『Queens of Langkasuka』にも出演している。